# Arctinurus
Arctinurus boltoni
Genre
Ordre
Arctinurus est un genre fossile de grand trilobite lichidé (jusqu'à 30 cm) du Silurien moyen. Ce trilobite atteignait environ 20 centimètres de longueur, bien que la carapace normale d'un adulte mesurait environ 10 centimètres. Il vivait dans les eaux moyennement profondes des régions semi-tropicales. Des fossiles d'Arctinurus ont été trouvés en Europe et en Amérique du Nord.
Selon Paleobiology Database en 2024, l'espèce type est Arctinurus boltoni initialement décrite sous le protonyme Paradoxides boltoni.

## Historique
Arctinurus a été signalé pour la première fois lors de la construction du canal Érié à travers des schistes et des mudstones du Silurien dans le nord de l'État de New York. Avant la fin des années 1990, les fossiles complets d’Arctinurus étaient très rares. La grande majorité des spécimens complets ont été extraits commercialement près de Middleport New York, aux États-Unis, dans une carrière peu profonde de la formation de Rochester, et le trilobite est maintenant relativement courant dans les collections de musées, d'universités et privées. Arctinurus avait tendance à avoir des épibiontes attachés à la carapace.